# 75 Samodzielna Kompania Saperów
75 Samodzielna Kompania Saperów (75 sksap) – pododdział saperów Wojska Polskiego II RP.

## Historia kompanii
75 Samodzielna Kompania Saperów nie występowała w organizacji pokojowej Wojska Polskiego. Została sformowana w dniach 24-26 sierpnia 1939 roku zgodnie z panem mobilizacyjnym „W”, w mobilizacji alarmowej, w grupie jednostek oznaczonych kolorem żółtym.
Jednostką mobilizującą był 5 Batalion Saperów w Krakowie. Zmobilizowana kompania przyjęła organizację wojenną L.3102/mob.org. i została wyposażona zgodnie z wojennymi należnościami materiałowymi L. 3102/mob.mat..
Kompania była organicznym pododdziałem saperów 55 Dywizji Piechoty (rezerwowej). W 1938 roku podjęto decyzję przygotowaniu w następnym roku mobilizacji batalionu saperów dla 55 DP. Jednostką mobilizującą miał być Ośrodek Sapersko-Pionierski 23 DP w Mysłowicach. Materiał niezbędny do zmobilizowania batalionu saperów miał być uzyskany przez skreślenie z tabel mobilizacyjnych dwóch samodzielnych kompanii saperów: 75 sksap w Krakowie oraz 53 lub 63 sksap w Wilnie. Ostatecznie mobilizacja batalionu saperów typ IIa dla 55 DP miała być przygotowana w OSP 23 DP w Mysłowicach w 1940 roku. Wybuch II wojny światowej zniweczył te zamierzenia.
Gotowość bojową osiągnęła w nocy z 2 na 3 września 1939 roku.
2 września 1939 roku kompania została włączona w skład 55 Batalionu Saperów, a jej dowódca kapitan Czesław Antoni Wójtowicz został dowódcą saperów 55 DP.

## Struktura i obsada etatowa
- dowódca kompanii - kpt. Czesław Antoni Wójtowicz
- dowódca plutonu - ppor. Janusz Jezierski
- szef kompanii - sierż. Rudolf Danish[5]